# 第52回全国高等学校サッカー選手権大会
第52回全国高等学校サッカー選手権大会（だい52かいぜんこくこうとうがっこうサッカーせんしゅけんたいかい）は、1974年1月に行われた、全国高等学校サッカー選手権大会である。

## 概要
- キャッチフレーズ 君がめざす青春のゴール！

### 日程
- 1回戦　1月3日・4日
- 2回戦　1月5日
- 準々決勝　1月6日
- 準決勝　1月7日
- 3位決定戦・決勝　1月8日

### 使用会場
- 長居陸上競技場（1回戦～決勝）
- 靱蹴球場（1回戦～2回戦）

## 出場校
今大会より神奈川県・愛知県・広島県が単独代表となり、九州地区も1校増枠され28地区の代表校が出場。
北海道・東北
- 北海道代表 室蘭大谷
- 北奥羽代表 五戸（青森県）
- 西奥羽代表 秋田商（秋田県）
- 東北代表 郡山商（福島県）

関東
- 東関東代表 古河一（茨城県）
- 北関東代表 宇都宮工（栃木県）
- 埼玉県代表 浦和西
- 東京都代表 本郷
- 神奈川県代表 相模工大付

甲信越・北陸・東海
- 甲信代表 韮崎（山梨県）
- 北越代表 新潟明訓（新潟県）
- 北陸代表 三国（福井県）
- 静岡県代表 藤枝東
- 愛知県代表 岡崎城西
- 三岐代表 四日市中央工（三重県）

近畿
- 京滋代表 甲賀（滋賀県）
- 大阪府代表 北陽
- 兵庫県代表 神戸
- 紀和代表 和歌山北（和歌山県）

中国
- 東中国代表 米子工（鳥取県）
- 広島県代表 広島工
- 西中国代表 岩国工（山口県）

四国
- 北四国代表 東予工（愛媛県）
- 南四国代表 高知工（高知県）

九州
- 北九州代表 福岡商（福岡県）
- 西九州代表 島原商（長崎県）
- 東九州代表 大分工（大分県）
- 南九州代表 鹿児島商（鹿児島県）

## 試合

### 1回戦
- 甲賀 3 - 2 宇都宮工
- 四日市中央工 2 - 2(PK4 - 3) 神戸
- 福岡商 4 - 1 郡山商
- 大分工 5 - 0 岩国工
- 古河一 3 - 0 三国
- 広島工 1 - 0 岡崎城西

- 五戸 4 - 0 高知工
- 相模工大付 5 - 0 和歌山北
- 東予工 3 - 0 室蘭大谷
- 韮崎 3 - 0 島原商
- 秋田商 2 - 1 米子工
- 鹿児島商 1 - 1(PK4 - 2) 新潟明訓

### 2回戦
- 藤枝東 4 - 1 甲賀
- 東予工 2 - 1 鹿児島商
- 秋田商 1 - 0 韮崎
- 四日市中央工 1 - 1(PK5 - 3) 本郷

- 北陽 3 - 1 福岡商
- 古河一 1 - 0 広島工
- 相模工大付 4 - 0 五戸
- 浦和西 2 - 0 大分工

### 準々決勝
- 四日市中央工 3 - 1 秋田商
- 藤枝東 4 - 0 東予工

- 北陽 2 - 0 古河一
- 相模工大付 1 - 0 浦和西

### 準決勝
- 藤枝東 2 - 0 四日市中央工
- 北陽 2 - 1 相模工大付

### 3位決定戦
- 相模工大付 6 - 0 四日市中央工

### 決勝
- 北陽 2 - 1 藤枝東